# L'Anneau du guépard
 (juillet 2025).
Si vous disposez d'ouvrages ou d'articles de référence ou si vous connaissez des sites web de qualité traitant du thème abordé ici, merci de compléter l'article en donnant les références utiles à sa vérifiabilité et en les liant à la section « Notes et références ».
L'Anneau du guépard est un recueil de nouvelles à destination de la jeunesse écrit par Yves Beauchesne et David Schinkel et publié en 1987 aux éditions Pierre Tisseyre.